# Le Monocle (bar lesbien)
Le Monocle est un bar lesbien parisien, ouvert dans les années 1920 par Lucienne Franchi dite Lulu de Montmartre (ou Montparnasse). Situé boulevard Edgar-Quinet, il ferme lors de l'occupation de la France par l'Allemagne pendant la Seconde Guerre mondiale.

## Présentation
Le nom du club vient du fait que le monocle est utilisé comme symbole de reconnaissance entre personnes lesbiennes au début du XXe siècle. Après « les flamboyantes années 1920 et le repli des années 1930 »,, le bar est fermé lors de l'occupation de la France par l'Allemagne pendant la Seconde Guerre mondiale.
C'est l'un des premiers clubs lesbiens de la ville. À son apogée, Le Monocle est considéré comme un club luxueux où les femmes « à la mode » peuvent danser, parler et s'embrasser sans craindre d'être jugées ou poursuivies. Considéré comme lieu populaire pour les lesbiennes à Paris dans les années 1920 et 1930, sa réputation d'espace sûr pour les femmes est bien connue. Il y a souvent de longues files d'attente pour entrer dans le club. C'est également un lieu de rencontre et de réseautage pour les artistes et les intellectuelles, et femmes de pouvoir,,,. Toutefois, comme pour tous les lieux lesbiens, les femmes qui y travaillent sont « sans cesse surveillées par la police ».
C'est au Monocle, où elle travaille, que Frede rencontre Anaïs Nin et Marlene Dietrich, avec qui elle vit ensuite une histoire d'amour. Frede ouvre ensuite son propre cabaret lesbien avec l'aide de Marlene Dietrich. La femme d'affaires Marthe Hanau fréquente également Le Monocle avec sa compagne Josèphe.
Le photographe Brassaï est autorisé à entrer dans le bar et prend quelques photos en 1932. Une des épreuves de ces photos prises au Monocle avec Lulu de Montmartre est vendue 17 500 dollars américains en 2012 chez Christie's. 
Lucienne Franchi, dite Lulu de Montmartre, donne la vedette sur scène à Line Marsa, la mère d'Édith Piaf. Après la vente du Monocle, elle est aussi propriétaire du cabaret Juan-les-Pins au 62 rue Pigalle, qui deviendra par la suite La Roulotte.
Le Monocle est évoqué dans les travaux de l'historienne Florence Tamagne, qui mentionne un lieu où « toutes les femmes s'habillaient comme des hommes, en smoking, et avaient les cheveux coiffés au carré ».